# تي أم دي أس

تي أم دي أس (بالإنجليزية: Transition Minimized Differential Signaling TMDS)‏ هي تكنولوجيا مصممة لنقل بيانا فائقة السرعة لواجهة الفيديو الرقمي (Digital Visual Interface) وأتش دي أم أي (High-Definition Multimedia Interface) وغيرها, واستبدلت محول الرقمي التماثلي بذاكرة وصول عشوائي ومنظومة عرض مرئي.